# Europese kampioenschappen indooratletiek 2023 – 400 meter vrouwen
De 400 meter voor vrouwen op de Europese kampioenschappen indooratletiek 2023 vonden de series en halve finales plaats op 3 maart en de finale op 4 maart 2023 werd gehouden op de shorttrackbaan van Ataköy Arena in Istanbul in Turkije. Het was de vijfendertigste keer dat dit onderdeel op het programma stond.
De Nederlandse Femke Bol wist de 400 meter voor vrouwen te winnen in een tijd van 49,85. Het zilver ging naar Bols landgenote Lieke Klaver in 50,57. De Poolse Anna Kiełbasińska won het brons in 51,25.

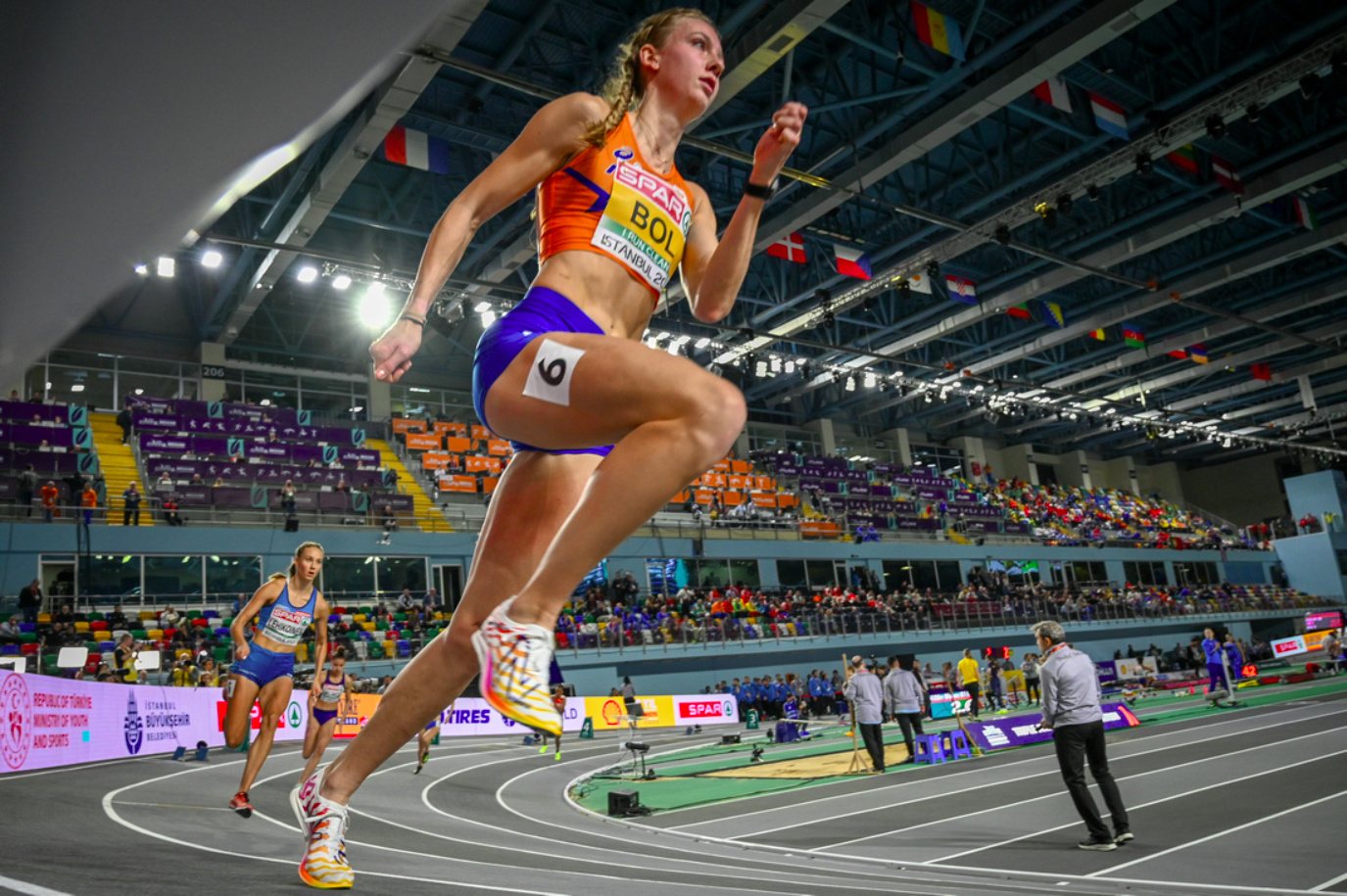
Femke Bol (midden) en Viivi Lehikoinen (links) tijdens de serie.

## Records
Voorafgaand aan het toernooi waren dit het Wereldrecord, Europees record, Kampioenschapsrecord en de Wereld-, Europese leiding.
| Wereldrecord         | Femke Bol             | 49,26 | Apeldoorn | 19 februari 2023 |
| Europees record      | Femke Bol             | 49,26 | Apeldoorn | 19 februari 2023 |
| WL                   | Femke Bol             | 49,26 | Apeldoorn | 19 februari 2023 |
| EL                   | Femke Bol             | 49,26 | Apeldoorn | 19 februari 2023 |
| Kampioenschapsrecord | Jarmila Kratochvílová | 49,59 | Milaan    | 7 maart 1982     |

## Resultaten

### Series
De eerste twee van elke serie kwalificeerden zich direct voor de halve finales. Van de overgebleven atleten kwalificeerden de twee tijdsnelsten zich ook voor de halve finales.

#### Serie 1
| Rang | Atleet             | Land            | Tijd  | Bijz. |
| ---- | ------------------ | --------------- | ----- | ----- |
| 1    | Lada Vondrová      | Tsjechië        | 52,77 | Q     |
| 2    | Henriette Jæger    | Noorwegen       | 53,27 | Q     |
| 3    | Sophie Becker      | Ierland         | 53,43 |       |
| 4    | Julia Niederberger | Zwitserland     | 53,52 |       |
| 5    | Drita Islami       | Noord-Macedonië | 55,86 |       |
| 6    | Duna Viñals        | Andorra         | 57,71 | NR    |

#### Serie 2
| Rang | Atleet            | Land        | Tijd  | Bijz. |
| ---- | ----------------- | ----------- | ----- | ----- |
| 1    | Femke Bol         | Nederland   | 52,35 | Q     |
| 2    | Viivi Lehikoinen  | Finland     | 52,88 | Q     |
| 3    | Anna Polinari     | Italië      | 53,38 |       |
| 4    | Yasmin Giger      | Zwitserland | 53,89 |       |
| 5    | Veronika Drljačić | Kroatië     | 54,04 |       |

#### Serie 3
| Rang | Atleet           | Land        | Tijd  | Bijz. |
| ---- | ---------------- | ----------- | ----- | ----- |
| 1    | Lieke Klaver     | Nederland   | 52,72 | Q     |
| 2    | Alice Mangione   | Italië      | 52,99 | Q     |
| 3    | Camille Laus     | België      | 53,10 |       |
| 4    | Eirini Vasileiou | Griekenland | 53,71 |       |
| 5    | Milja Thureson   | Finland     | 55,82 |       |

#### Serie 4
| Rang | Atleet             | Land                | Tijd    | Bijz. |
| ---- | ------------------ | ------------------- | ------- | ----- |
| 1    | Susanne Gogl-Walli | Oostenrijk          | 52,34   | Q     |
| 2    | Sharlene Mawdsley  | Ierland             | 52,59   | Q     |
| 3    | Gunta Vaičule      | Letland             | 52,85   | q, SB |
| 4    | Raphaela Lukudo    | Italië              | 53,30   |       |
| 5    | Andrianna Ferra    | Griekenland         | 55,29   | SB    |
| 6    | Norcady Reyes      | Verenigd Koninkrijk | 1.01,71 |       |

#### Serie 5

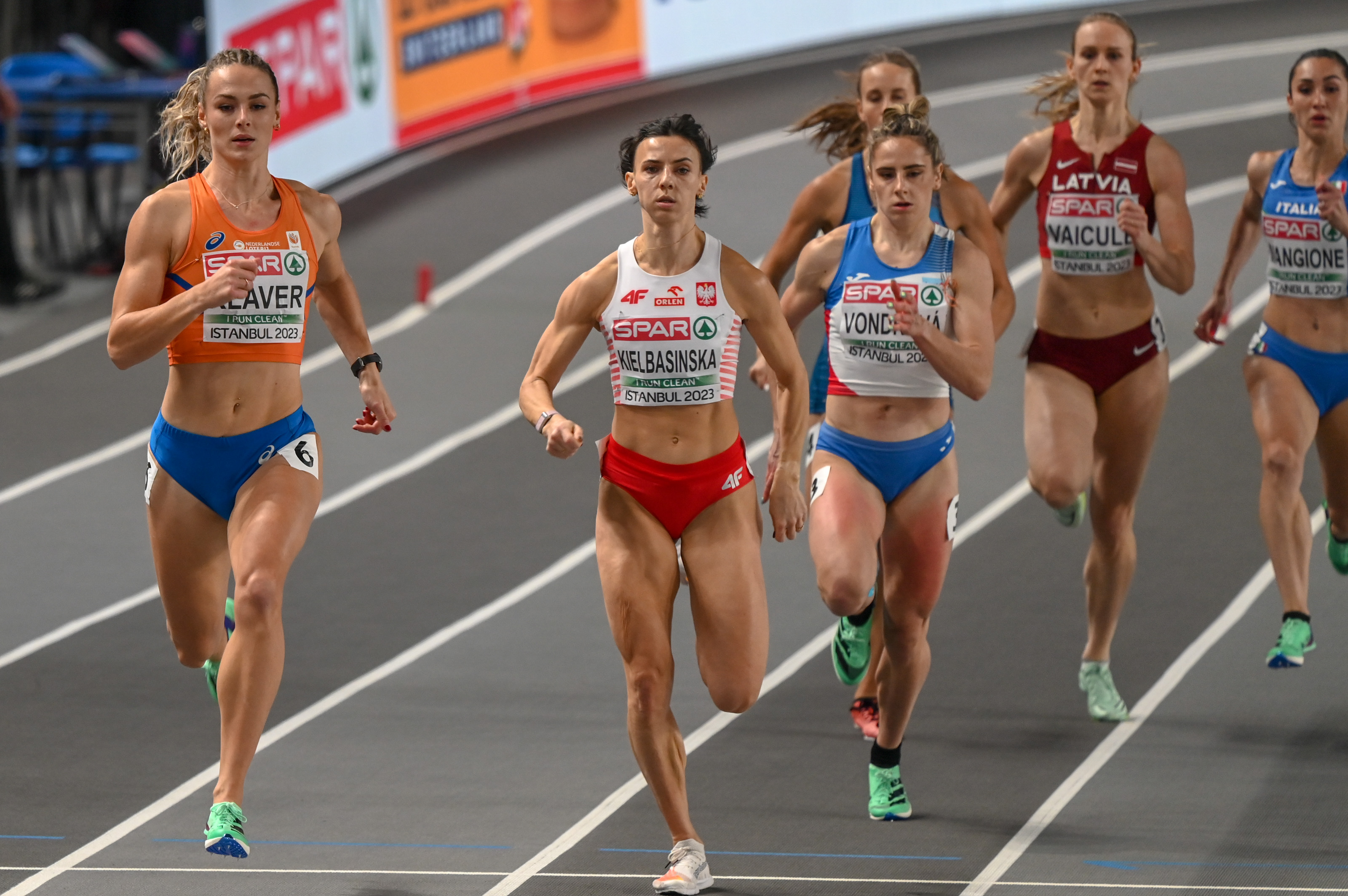
De eerste halve finale.

| Rang | Atleet             | Land      | Tijd  | Bijz. |
| ---- | ------------------ | --------- | ----- | ----- |
| 1    | Anna Kiełbasińska  | Polen     | 51,77 | Q     |
| 2    | Tereza Petržilková | Tsjechië  | 52,14 | Q, PB |
| 3    | Helena Ponette     | België    | 52,31 | q, PB |
| 4    | Lisanne de Witte   | Nederland | 53,61 |       |
| 5    | Cliodhna Manning   | Ierland   | 54,21 | PB    |

### Halve finales
De eerste twee van elke halve finale kwalificeerden zich direct voor de finale. Van de overgebleven atleten kwalificeerden de twee tijdsnelsten zich ook voor de finale.

#### Halve finale 1
| Rang | Atleet            | Land      | Tijd  | Bijz.    |
| ---- | ----------------- | --------- | ----- | -------- |
| 1    | Lieke Klaver      | Nederland | 51,34 | Q        |
| 2    | Anna Kiełbasińska | Polen     | 51,67 | Q        |
| 3    | Lada Vondrová     | Tsjechië  | 52,12 | Q        |
| 4    | Gunta Vaičule     | Letland   | 53,57 |          |
| 5    | Alice Mangione    | Italië    | 53,66 |          |
| 6    | Viivi Lehikoinen  | Finland   | DQ    | TR17.2.2 |

#### Halve finale 2

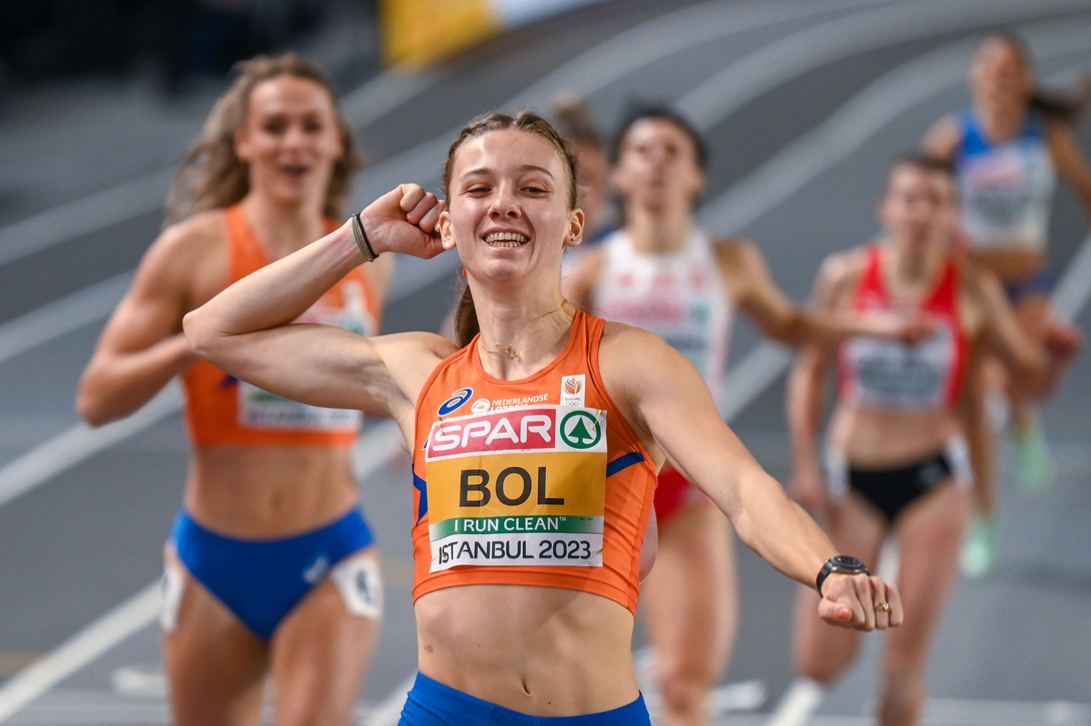
Femke Bol passeert de finish en wint de finale.

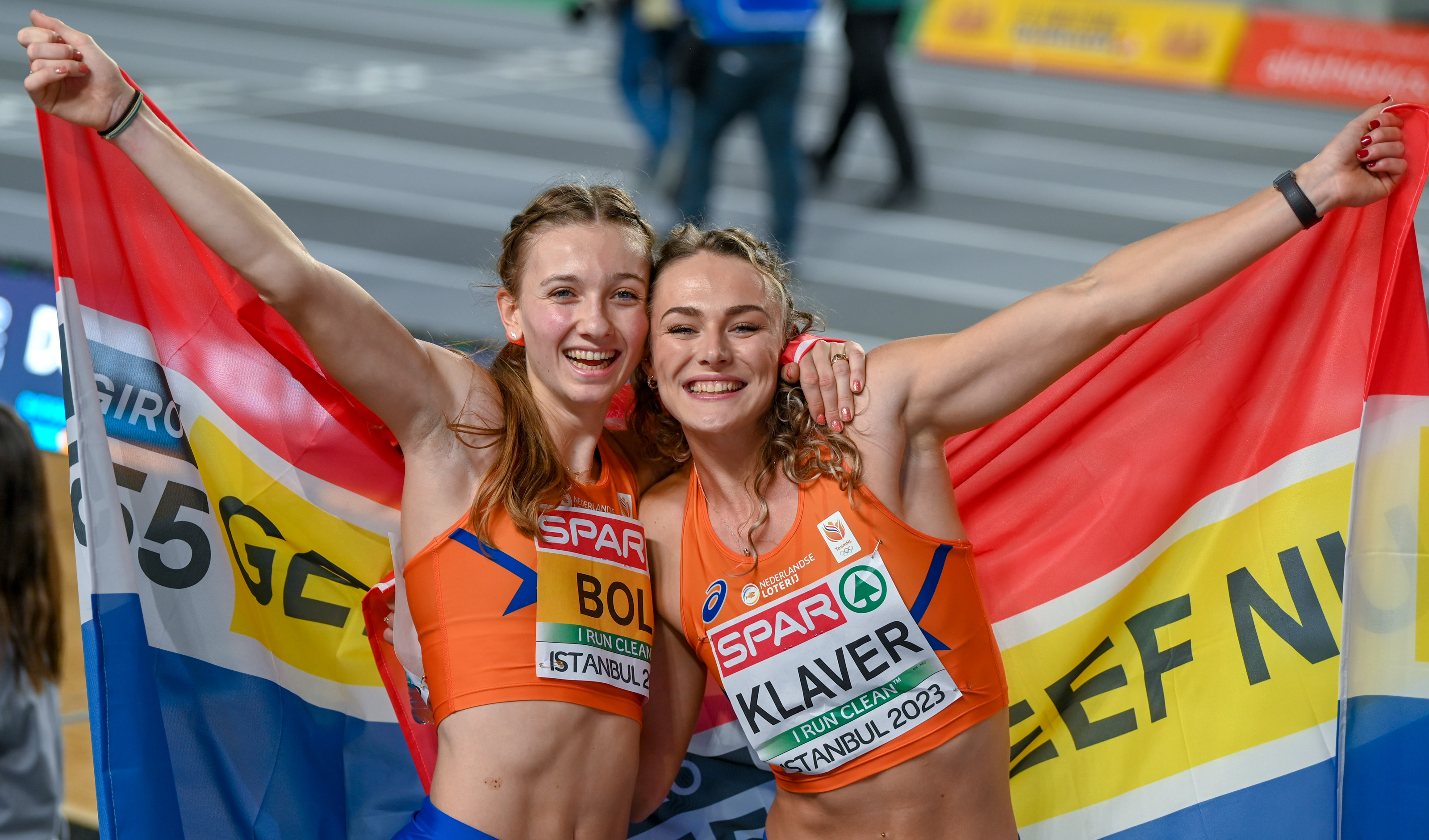
Het Nederlandse duo Femke Bol en Lieke Klaver, na afloop van de finale.

| Rang | Atleet             | Land       | Tijd  | Bijz. |
| ---- | ------------------ | ---------- | ----- | ----- |
| 1    | Femke Bol          | Nederland  | 52,19 | Q     |
| 2    | Susanne Gogl-Walli | Oostenrijk | 52,40 | Q     |
| 3    | Tereza Petržilková | Tsjechië   | 52,93 | Q     |
| 4    | Helena Ponette     | België     | 53,07 |       |
| 5    | Henriette Jæger    | Noorwegen  | 53,08 |       |
| 6    | Sharlene Mawdsley  | Ierland    | 53,37 |       |

### Finale
| Rang   | Atleet             | Land       | Tijd  | Bijz. |
| ------ | ------------------ | ---------- | ----- | ----- |
| Goud   | Femke Bol          | Nederland  | 49,85 |       |
| Zilver | Lieke Klaver       | Nederland  | 50,57 |       |
| Brons  | Anna Kiełbasińska  | Polen      | 51,25 | SB    |
| 4      | Susanne Gogl-Walli | Oostenrijk | 51,73 | NR    |
| 5      | Lada Vondrová      | Tsjechië   | 51,73 |       |
| 6      | Tereza Petržilková | Tsjechië   | 52,81 |       |